# Partido Republicano Progressista (Turquia)
O Partido Republicano Progressista foi o segundo partido político da Turquia, depois apenas do Partido Republicano do Povo, tradicionalmente o maior partido do país. Foi fundado por Ali Fuat Cebesoy, Kazım Karabekir, Refet Bele, Rauf Orbay e Adnan Adıvar, em 17 de outubro de 1924. Suas atividades políticas foram banidas em 5 de junho de 1925, depois da rebelião do Xeque Said.
Na política doméstica, o partido apoiava uma democracia liberal, porém foi culpado pelo governo por ter uma orientação islâmica. O líder do partido era o general aposentado Kazım Karabekir; depois que Kemal Atatürk passou a culpar Karabekir pela rebelião curda e a tentativa de assassinato que havia sofrido em Esmirna, o partido foi fechado (5 de junho) pelo governo, e Karabekir, juntamente com diversos outros membros do partido, foram sentenciados à corte marcial e presos. Karabekir eventualmente foi solto, após ser considerado inocente; foi mantido, no entanto, em prisão domiciliar, juntamente com mais 82 membros da oposição, por duas décadas. Durante a presidência de Ismet Inönü Karabekir foi escolhido como membro do parlamento, do qual foi eleito presidente, após o fim da Segunda Guerra Mundial; não chegou, no entanto, a ver as primeiras eleições democráticas realizadas no país, em 1950.